# Кастель-Сант-Елія
Кастель-Сант-Елія (італ. Castel Sant'Elia) — муніципалітет в Італії, у регіоні Лаціо, провінція Вітербо.
Кастель-Сант-Елія розташований на відстані близько 45 км на північ від Рима, 29 км на південний схід від Вітербо.
Населення — 2644 особи (2014).
Щорічний фестиваль відбувається 3 вересня. Покровитель — святий Анастасій.

## Демографія
Населення за роками:

Станом на 1 січня 2023 року в муніципалітеті офіційно проживав 241 іноземець з 23 країн, серед них 176 громадян країн Євросоюзу та 6 громадян України.

## Сусідні муніципалітети
- Чивіта-Кастеллана
- Фабрика-ді-Рома
- Фалерія
- Маццано-Романо
- Непі